# Girl o’ My Dreams
Girl o’ My Dreams – amerykański film  z 1934 roku w reżyserii Ray McCareya.